# Синајски рукопис
Синајски рукопис (лат. Codex Sinaiticus), означаван са {\displaystyle \aleph } или 01 (Gregory-Aland), је рукопис Старог завета и Новог завета. Синајски рукопис је најранији препис комплетног Новог завета, из средине 4. века. Нови завет написан је на грчком језику, у облику кодекса, на танком пергаменту, димензија 37×34 cm.
Од великог је значаја за реконструкцију оригиналног текста Светог писма и историју прављења књига на Западу. Име Синајски кодекс (Codex Sinaiticus) дословно значи Синајска књига. Име је добио по манастиру свете Катарине на Синајској гори, у ком је чуван неколико векова. 

## Опис
Рукопис садржи Варнавина посланица и Пастир Герми. 
Нови завет сачуван у целини, у Старом завету недостаје: 
- 1 Мојс 23,19 – 1 Мојс 24,46 — фрагменти
- 4 Мојс 5,26–4 Мојс 7,20 — фрагменти
- Прва дневника 9,27–1 Прва дневника 19,17[5][6]

Грчки текст рукописа одражава александријски тип текста. 
Пронађен у 1844. године у манастиру Св. Катарине на Синају Константином Тишендорфом. Прво целовито фототипско издање је објављено 1911. године.
До 1933. године, 2/3 кодекса се налазио у Лењинграду, кад је продат Британском музеју за 100.000 фунти. 
Данас се чува у Британској библиотеци, библиотеци Универзитета у Лајпцигу, на Синају и у Руској националној библиотеци. 